# 아소군

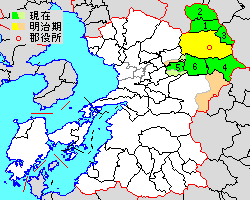
구마모토현 아소군의 위치 (1.미나미오구니 정 2.오구니 정 3.우부야마 촌 4.다카모리 정 5.니시하라 촌 6.미나미아소 촌

아소군(일본어: 阿蘇郡)은 일본 구마모토현의 군이다.
인구 32,248명, 면적 703.25km², 인구밀도 45.9명/km².(2025년 5월 1일, 추계인구)
이하 3정 3촌으로 구성된다.
- 미나미오구니정(南小国町)
- 오구니정(小国町)
- 우부야마촌(産山村)
- 다카모리정(高森町)
- 니시하라촌(西原村)
- 미나미아소촌(南阿蘇村)

## 역사
- 2005년 2월 11일
  - 아소 정, 이치노미야 정, 나미노 촌이 합병해 아소시가 성립, 군에서 이탈하였다.
  - 소요 정이 가미마시키군 야베 정·세이와 촌과 합병해 가미마시키 군 야마토정이 성립, 군에서 이탈하였다.
- 2005년 2월 13일 - 하쿠스이 촌, 구기노 촌, 조요 촌이 합병해 미나미아소 촌이 성립하였다.